# محمد سعيد السلطي
محمد سعيد السلطي ( 1962- ) ممثل و مخرج و مؤلف إماراتي شارك في العديد من الأعمال من المسلسلات التلفزيونية والإذاعية والمسرحيات وقام بتأليف العديد من الأعمال المسرحية والتلفزيونية وإعدادها سواء في المسرح أو التلفاز يعتبر أول مخرج بوزارة الثقافة والشباب وتنمية المجتمع يعتبر عضو مؤسس  مسرح دبي الشعبي عام 1976 يعتبر عضو مؤسس جمعية المسرحيين.

## أعماله

### المسلسلات التلفزيونية
- حادث الكورنيش
- مشاكل الفريج
- سهرة العنود
- حاير طاير
- عشوق
- خليل في مهب الريح
- فايز التوش 4
- الاعتراف
- يوميات بومحيوس
- قوم يا نايم
- شهريار الفريج
- مرمر زماني
- مؤامرات عائلية
- من المسؤول
- هاي الدنيا
- ريح الشمال
- هموم صحية
- بن سحتوت
- تناقضات
- حامض حلو
- دوسرا آسمان "باكستاني"
- طماشة

### البرامج
- ابحث معنا
- عارف مب عارف